# Hekabé
Hekabé (Ἑκάβη) vagy Hekuba a görög mitológia, azon belül a trójai mondakör egyik alakja, Priamosz király felesége. Gyermekei közé tartoznak Hektór, Parisz és Kasszandra.

## Származása, családja
Szülei kilétét illetően az ókori források ellentmondanak egymásnak. Homérosz szerint Dümasz fríg király lánya, Euripidész és Vergilius szerint Kisszeusz trák király volt az apja, Pszeudo-Apollodórosz és Hyginus nyitva hagyják a kérdést, de Pszeudo-Apollodórosz egy harmadik lehetőséget is említ, azt, hogy Szangariosz folyóisten és Metopé lánya volt. Euripidész Hekabé című színműve egy kommentárja szerint Dümasz vagy Szangariosz leánya Euagora najádtól vagy Glaukippétől, Xnathosz leányától. Egy Homérosz-kommentár szerint Hekabé szülei vagy Dümasz és Eunoé nimfa, vagy Kisszeusz és Telekleia; utóbbi esetben Theano édestestvére.
Suetonius említi a Caesarok életében, hogy Tiberius császár szerette kérdésekkel gyötörni a tudósokat az ősi mitológia obskurus alakjait illetően; egyik ilyen kedvenc kérdése volt, hogy „Ki volt Hekabé anyja?”
Priamosztól, Trója királyától több gyermeke született, a leghíresebbek Hektór és Parisz, a trójai háború központi figurái, valamint a jóslatairól híres Kasszandra. Hekabé, mikor Parisszal volt várandós, álmot látott: lángoló fáklyát szült, ami lángba borítja Tróját. Az álmot Kasszandra fejtette meg: azt jelentette, hogy Parisz fogja Trója vesztét okozni. Amikor Parisz megszületett, kitették az Ida-hegyre, ahol egy szolga találta meg és nevelte fel.
Emellett gyermekei még Deiphobosz, Politész, Antiphosz, Pammón, Hipponousz, Polüxéna (mindet megölték a háborúban vagy Trója eleste után), Helénosz (Kasszandra ikre), Polüdórosz (Polümesztor trák király megölte), Troilusz (Apolló fia), Kreusza (Aeneas első felesége), Ilioné és Laodiké.

## Az Iliászban
Az Iliászban Hekabé hat alkalommal szerepel. Először Hektór találkozik vele, mikor visszatér a városba; anyja felszólítja, hogy mutasson be italáldozatot Zeusznak. Hekabé ezután Athéné templomába megy a trójai nőkkel, hogy imádkozzon az istennőhöz. Amikor legközelebb szerepel, Hektórt kéri, hogy ne harcoljon Akhilleusszal; később aggodalom gyötri, amikor hallja, hogy Priamosz vissza akarja szerezni Hektór holttestét Akhilleusztól. Következő jelenetében Priamoszt kéri, hogy mutasson be italáldozatot Zeusznak; fiával ellentétben Priamosz bemutatja az áldozatot és kedvező óment kap az istentől. Utolsó jelenetében Hekabé Hektórt gyászolja.

## Más klasszikus művekben
Pszeudo-Apollodórosz említi, hogy Hekabénak Apollótól is született egy fia, Troilusz, akiről megjósolták, hogy ha eléri a húszéves kort, akkor Trója nem fog elesni, de Akhilleusz még húszéves kora előtt megölte.
Hekabé főszereplő Euripidész két darabjában, A trójai nőkben és a Hekabéban. Előbbi a trójai háborút követő eseményeket írja le, köztük azt, hogy Hekabét rabságba ejti Odüsszeusz. A Hekabé szintén a háború után játszódik, és azt írja le, ahogy Hekabé bosszút áll Polümesztoron, aki Polidóroszra, Priamosz és Hekabé legkisebb fiára vigyázott a háború alatt, de Trója eleste után meggyilkolta.
Egy történet szerint mikor Hekabé Odüsszeusz rabszolgája lett, szidta és átkozta Odüsszeuszt, ezért az istenek kutyává változtatták Hekabét, hogy elszökhessen. Egy másik történetet, mely szerint Hekabé megőrült, amikor gyermekei, Polüdórosz és Polüxéna holttestét látta, Dante is említ:
| E quando la fortuna volse in basso l'altezza de' Troian che tutto ardiva, sì che 'nsieme col regno il re fu casso, Ecuba trista, misera e cattiva, poscia che vide Polissena morta, e del suo Polidoro in su la riva del mar si fu la dolorosa accorta, forsennata latrò sì come cane... | S mikor a sorsnak sárba hágta lába Trója dölyfét, mely hajdan oly kevély volt, s király és ország halt meg egy csatába, Hekuba, már fogoly, szomoru, félholt, miután látta Polyxena vesztét, s a tenger partján egy iszonyu vérfolt közepén Polydorus fia testét: ugatott, mint az eb ugat dühében, mert fájdalmai az eszét kikezdték. |

—Inferno XXX: 13–20